# Freie Kosaken

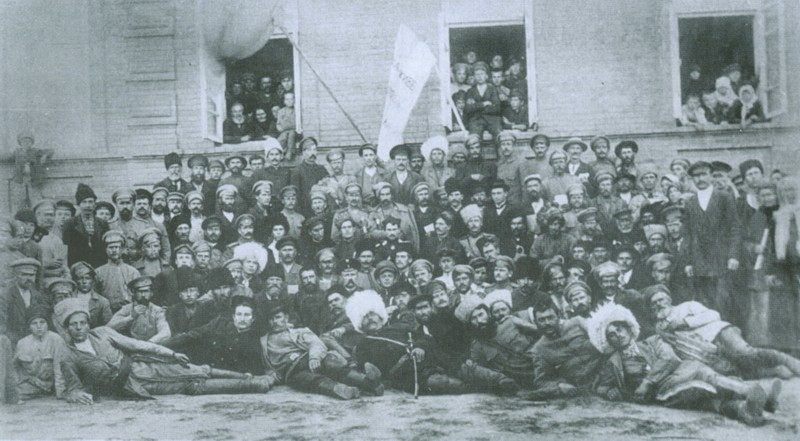
Delegierte des ersten Kongresses der Freien Kosaken in Tschyhyryn (Oktober 1917)

Die Freien Kosaken (ukrainisch Вільне козацтво) waren ukrainische freiwillige Milizen und Militärformationen. Sie entstanden nach der Februarrevolution in den Jahren 1917–18 und waren am Russischen Bürgerkrieg beteiligt.

## Geschichte

### Gründung
Die Bildung von Einheiten der Freien Kosaken begann im April 1917, als die Notwendigkeit bestand, eine Territorialverteidigung zum Schutz und zur Aufrechterhaltung von Recht und Ordnung zu schaffen. Unter den Bedingungen der Desorganisation und Machtschwächung nach der Februarrevolution im von der Provisorischen Regierung regierten Russland waren freiwillige Militär- und Milizformationen für die Bevölkerung objektiv notwendig. Zu dieser Zeit nahm die Zahl der Plünderer und Deserteure der ehemaligen kaiserlichen Armee deutlich zu und bewaffnete Einheiten der Anwohner mussten sich gegen deren Willkür wehren. Dabei griffen sie auf die Traditionen und Bräuche der Kosaken zurück, die trotz der Auflösung des Hetmanats vor mehr als einem Jahrhundert unter dem Volk lebten. Die Erinnerung an die Zeit der Kosaken lebte in Legenden weiter, weil sie für Leibeigene und verarmte Bauern und für patriotische Schriftsteller als Mythos über die vergangene Freiheit und den Wohlstand dienten. Die Freien Kosaken entstanden in Gebieten wie Kiew, Poltawa, Tschernigow, Cherson, Wolhynien Podolien und Jekaterinoslaw.
Der Ujesd Swenyhorodka wurde zum ersten Zentrum der Bildung der Einheiten der Freien Kosaken, wo im Frühjahr 1917 eine bewaffnete Einheit unter der Führung von Nykodym Smoktij stationiert war. Er wurde von zwei nationalistischen Studenten der Kiewer Handelshochschule unterstützt, die in ihre Heimatregion zurückkehrten, um eine neue revolutionäre Verwaltung zu gründen. Im April fand ein Bezirkskongress der Kosaken der Region Swenyhorodka statt, auf dem der Militärbeamte Semen Hryslo zum Ataman der Kosaken gewählt wurde. In ähnlicher Weise entstanden in anderen Regionen der Ukraine Abteilungen der Freien Kosaken. Der II. Allukrainische Militärkongress (18.–23. Juni 1917) war eine wichtige Etappe auf dem Weg zur Bildung der organisierten Bewegung der Freien Kosaken. Die Delegierten beauftragten das Allgemeine Militärkomitee mit der Organisation der Kosakeneinheiten. Diese Entscheidung war ein Zeugnis dafür, dass Einheiten der Freien Kosaken nicht nur die Strafverfolgungsfunktionen der örtlichen Miliz wahrnehmen, sondern bei Bedarf auch als bewaffnete Formationen der Territorialverteidigung für den Schutz vor einem äußeren Feind eintreten konnten.

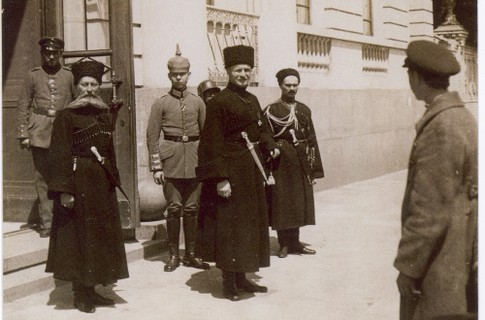
Pawlo Skoropadskyj (Mitte) und Iwan Poltawez-Ostrjanyzja (rechts daneben) (1918)

Die Zentralna Rada blieb den Freien Kosaken gegenüber vorsichtig, da ihre sozialistischen Führungspersonen befürchteten, dass die Gründung des freien Kosakentums wohlhabenden Bauern einen politischen und militärischen Arm geben würde. Die Konferenz der Bezirkskommissare der Zentralna Rada stimmte im Oktober 1917 dafür, die Freien Kosaken zu verbieten, jedoch fand im selben Monat die endgültige Vereinigung verstreuter Kosakeneinheiten zu einer ukrainischen Organisation während des Gesamtukrainischen Kongresses in Tschyhyryn vom 16. bis 20. Oktober statt, an dem 200 Delegierte der freien Kosaken der Ukraine und des Kuban-Gebiets teilnahmen. Nach der Auflösung des Saporoger Sitsch durch Katharina II. wurden die Kleinodien der Kosaken in einem Museum in Sankt Petersburg aufbewahrt. Damit der Kongress unter echten Kosakenfahnen und Bannern stattfinden konnte, stahl eine Gruppe unter der Führung von Iwan Poltawez-Ostrjanyzja diese aus dem Museum. Es gab einen Aufruhr. Ministerpräsident Alexander Kerenski griff in die Situation ein und die Parteien einigten sich auf die Rückgabe der Kosakenartefakte an die Ukraine.
Der Kongress appellierte an „alle ehrlichen Menschen, die sich als Ukrainer erkennen und bereit sind, die Rechte des ukrainischen Volkes zu verteidigen.“ Beim Kongress wurden die Aufgaben und die Organisationsstruktur der Freien Kosaken festgelegt, die Satzung der Organisation besprochen und genehmigt, und der Hauptkosakenrat aus 12 Personen gewählt, der direkt der Zentralna Rada unterstellt sein und seinen Sitz in Bila Zerkwa haben sollte. Jeder, der mindestens 18 Jahre alt war und keine Vorstrafen hatte, durfte beitreten. Es gibt Berichte darüber, dass an einigen Orten Frauen akzeptiert wurden und dass an anderen Stellen die formelle Erklärung der ukrainischen Identität vorausgesetzt war. Nach dem Vorbild der Saporoger Kosaken wurden sie in Hundertschaften, Kuren und Regimentern organisiert. Zu dieser Zeit hatten die Freien Kosaken 40–60.000 Mitglieder.
Der Kongress wählte den Kommandanten des Ersten Ukrainischen Korps, General Pawlo Skoropadskyj, der ein Nachfahre einer alten Kosakenfamilie war, zum Oberbefehlshaber der Freien Kosaken. Dies war ein Schritt zur Wiederherstellung des Hetmanats. Einer der aktivsten Organisatoren des Treffens, Iwan Poltawez-Ostrjanyzja, wurde angesichts des Aufenthalts des Oberbefehlshabers an der Front zum kommandierenden Militärchef gewählt. Laut den Beschlüssen des Gesamtukrainischen Kongresses sollten die Freien Kosaken eine Volksarmee nach dem Brauch der Saporoger Kosaken sein. Die Wiederbelebung der Bräuche und sozialen Praktiken der Kosaken trug zur Bildung der ukrainischen Nationalarmee bei. Waffen wurden aus Mitteln gekauft, die durch Steuern bereitgestellt wurden. Die Truppen bestanden hauptsächlich aus Bauern, aber auch aus Arbeitern, insbesondere in Kiew. Im Oktober 1917 gab es 72 dokumentierte Kompanien der Freien Kosaken.

### Beteiligung am russischen Bürgerkrieg

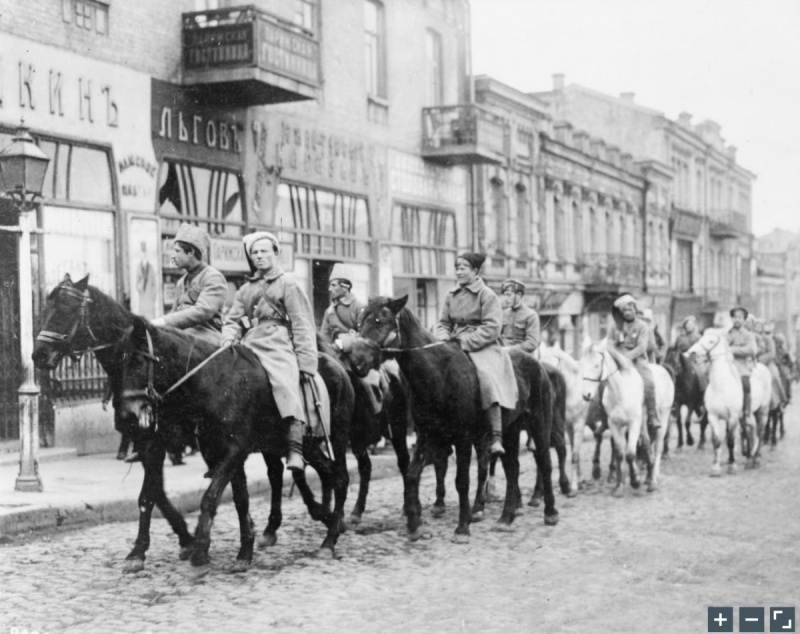
Freie Kosaken in Kiew (März 1918)

Im Herbst 1917 wurde in Bachmut ein Zweig der Freien Kosaken gegründet. Sie operierten auch im Bezirk außerhalb der Stadt. Der Anführer der Bachmuter Freien Kosaken war Hryhorij Suchyn, ein zukünftiger Unteroffizier der UNR-Armee. Die Bewohner des Dorfes Salisne baten die Zentralna Rada alle Soldaten, die sie in das Dorf schickte, abzuziehen, weil die Freien Kosaken zur Verteidigung ausreichten und es im Dorf keine Unruhen gäbe. Nachdem Abteilungen der Freien Kosaken nach Kiew abzogen, wurden einige ihrer zurückgebliebenen Rekrutierer in Bachmut von den Bolschewiki gefoltert und erschossen. Während der ersten bolschewistischen Besetzung Bachmuts operierte der ukrainische Untergrund, zu dem auch Mitglieder der Freien Kosaken zählten, weiterhin in der Stadt.
Die linken Politiker der Zentralna Rada misstrauten Skoropadskyj, da er ein russischer Aristokrat, Großgrundbesitzer und kaiserlicher General war und die Freien Kosaken ein Vehikel für einen konservativen Staatsstreich hätten werden können. Die Truppen der Zentralna Rada versuchten im November 1917 das Hauptquartier der Freien Kosaken in Bila Zerkwa einzunehmen. Sie wurden zurückgeschlagen und die Freien Kosaken drohten, auf Kiew zu marschieren, falls sich der Versuch ihrer Auflösung und Entwaffnung wiederholen würde.

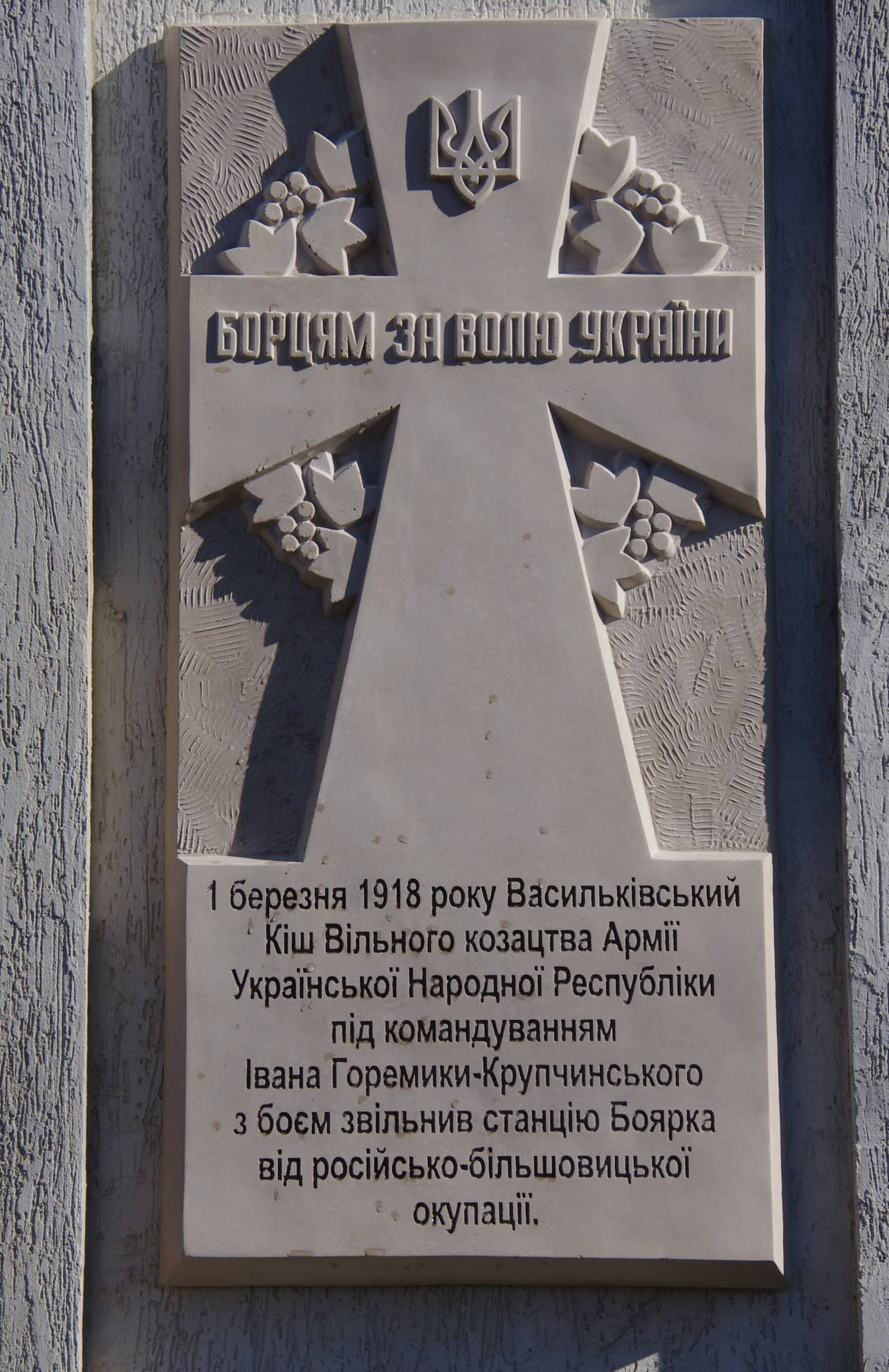
Gedenktafel für die Befreiung des Bahnhofs von Bojarka durch die Freien Kosaken

Obwohl die Hauptaufgaben der Freien Kosaken im Schutz der öffentlichen Ordnung, der Bürger und ihres Eigentums zu bestanden, sollten sie bald eine Rolle beim Schutz der Ukrainischen Volksrepublik (UNR) spielen. Da die Zentralna Rada nicht über genügend kampffähige ukrainische Verbände verfügte, um einen Gegenangriff gegen die russisch-bolschewistische Invasion zu organisieren, involvierte sie sie auch Einheiten der Freien Kosaken. Dies führte zur Unterordnung der Freien Kosaken unter das Generalsekretariat für Militärangelegenheiten, wodurch ihre Formationen als reguläre Einheiten der ukrainischen Streitkräfte galten. Im Januar 1918 waren die Freien Kosaken die einzigen, die sich freiwillig für die Armee der Zentralna Rada meldeten. Ungefähr 15.000 von ihnen bildeten den Kern von Symon Petljuras Kontingent. Von Mychajlo Kowenk angeführte Einheiten der Freien Kosaken, die aus Kiewer Fabrik- und Eisenbahnarbeitern bestanden, spielten eine wichtige Rolle bei der Verteidigung der Stadt gegen die bolschewistische Invasion. Als Militärkommandant der Stadt überwachte er die Niederschlagung der Kiewer Arsenalwerk-Revolte und organisierte die Verteidigung der Hauptstadt gegen die russischen Invasionstruppen unter der Führung Michail Murawjows.
Am 1. März 1918 befreiten die Freien Kosaken unter der Führung des Offiziers Iwan Horemyka-Kruptschynskyj Bojarka von der russisch-bolschewistischen Besatzung und die Flagge der Ukraine wurde über dem Bahnhof der Stadt gehisst. Sie marschierten darauf nach Kiew. Am selben Tag befreiten die Ukrainer die Hauptstadt von der russischen Besatzung. Im selben Monat besiegte die Division der Freien Kosaken von Swenyhorodka die 8. Armee, die die Städte Birsula und Wapnjarka besetzte, und die 8.000 Mann starke Einheit unter dem Kommando Michail Murawjows. Wladimir Antonow-Owsejenko kommentierte den Widerstand der Freien Kosaken der Region Swenyhorodka gegen den bolschewistischen Angriff folgendermaßen:

„In der Ukraine trafen wir auf eine originelle Organisation der bürgerlichen Selbstverteidigung. Besonders auffällig war der Bezirk Swenyhorodka, wo der ukrainische chauvinistische Nationalismus in Form der sogenannten „Freien Kosaken“ eine Hochburg erlangte. Diese Organisation ließ unsere Behörden nicht nur nicht in den Bezirk, sondern ging im Gegenteil selbst in die Offensive und fügte unseren Truppen großen Schaden zu. Es tut mir sehr leid, dass ich dieses Nest nicht zerstören und diejenigen, die es wagten, eine Hand gegen die Rote Armee zu erheben, nicht in Blutlachen ertränken konnte.“

Im Frühjahr 1918 kam Skoropadskyj mit Unterstützung der Freien Kosaken in der Ukraine an die Macht. Die Kosakenabteilungen wurden im März und April 1918 auf Ersuchen der Besatzer des deutsch-österreichischen Kommandos aufgelöst. Die Kosaken behielten ihre Waffen und Verbindungen innerhalb der bisherigen bewaffneten Formationen. Viele Freie Kosaken beteiligten sich am Aufstand gegen den Ukrainischen Staat. Sie traten in die Reihen der UNR-Armee ein, bildeten die effektivsten Einheiten der Bauernaufstandsbewegung, die den Kampf für die Wahrung der ukrainischen Staatlichkeit fortsetzten und wurden zur Grundlage der ukrainischen Aufstandsbewegung gegen die russische Besatzung. Einzelne Einheiten operierten bis zum Ende der 1920er Jahre.

## Nachwirkung
Die Freien Kosaken gelten als einer der historischen Vorläufer der modernen Territorialverteidigung der Ukraine. Im August 2023 wurde durch einen Beschluss des Stadtrats von Dnipro eine Straße im Rajon Amur-Nyschnjodnipro nach den Freien Kosaken benannt.